# Liste der Naturdenkmale in Jockgrim
Die Liste der Naturdenkmale in Jockgrim nennt die im Gemeindegebiet von Jockgrim ausgewiesenen Naturdenkmale (Stand 17. April 2013).

## Naturdenkmale
| Nr.         | Bezeichnung   | Lage                                    | Beschreibung                     | Bild                                    |
| ----------- | ------------- | --------------------------------------- | -------------------------------- | --------------------------------------- |
| ND-7334-185 | Vorlach-Eiche | südlich des Ortes; Flur Oberwiesen Lage | Quercus robur, um 1750 gepflanzt | Direkt Bild zu diesem Denkmal hochladen |